# Франтишек, Йозеф
Йозеф Франтишек (чеш. Josef František) — один из самых результативных (второй) чехословацких лётчиков-асов Второй мировой войны. В сентябре 1940 года сбил 17 самолётов противника, из них 9 «Мессершмиттов» Bf-109. По данным Британского военного музея, это наилучший результат Битвы за Британию.

## Биография

### Ранние годы
Родился 7 октября 1914 года в небольшой деревне Otaslavice (чеш. Otaslavice) района Простеёв Оломоуцкого края. В 1934 году вступил в Чехословацкие Военно-воздушные силы, и в 1935 году, после окончания лётной школы, был направлен в 1-й воздушный полк в чине капрала. В 1937 году был переведён во 2-й полк, базировавшийся в Оломоуце, но из-за проблем с начальством (а именно, несоблюдением Йозефом уставов и требований) вскоре перевёлся и оттуда.
После многочисленных комиссий Франтишек получил квалификацию истребителя и в июне 1938 года был направлен в 40-ю эскадрилью в Праге. После начала 15 марта 1939 года Немецкой оккупации Чехословакии многие чехословацкие военные покинули страну. Так 29 июля Йозеф Франтишек перебрался в Польшу, намереваясь оттуда переправиться во Францию.

### Польша
Вступив в польские ВВС, стал инструктором в лётной школе, где работал вплоть до вторжения в Польшу немецких войск 1 сентября 1939 года. Уже 2 сентября лётная база в Демблине, где находился Франтишек, подверглась бомбардировке противника. Авиачасть была переведена под управление военных частей. На учебном RWD-8 выполнял ряд разведывательных миссий по рекогносцировке противника. В ночь с 19 на 20 сентября Йозеф недалеко от Каменки-Бугской закидал гранатами вражескую колонну. 20 сентября Франтишек был сбит недалеко от Золочева, но его спас польский экипаж, приземлившийся неподалёку. 22 сентября часть, где служил Йозеф было решено интернировать в Румынию, однако сам Франтишек с несколькими военными скрылся, намереваясь переправится во Францию на западный фронт. Добираться пришлось через Северную Африку: 3 октября они выплыли в Бейрут, однако в Марсель попали только 20 октября.

### Франция
Во Франции вступил в польские авиационные части, сражавшиеся в составе Французских ВВС. Об этом периоде жизни Франтишека мало что известно. Считается, что он остался в тылу, облётывая самолёты после капитального ремонта. Согласно некоторым исследованиям, Йозеф Франтишек принимал участие во Французской кампании и даже сбил 7—11 самолётов противника. Не исключено, что исследователи приписывают Йозефу заслуги другого чехословацкого аса — Франтишека Пержины (чеш. František Peřina). Сам Йозеф говорил, что действительно вступил в военно-воздушные силы Франции, сбил 11 вражеских самолётов и даже получил за свою первую победу «Военный крест».

### Великобритания
После поражения Франции  18 июня 1940 года перебрался в Великобританию, и в составе 303-й (польской) истребительной эскадрильи принимал участие в развернувшейся Битве за Британию. Летая на истребителе Хоукер Харрикейн, свою первую победу Йозеф Франтишек одержал 2 сентября, сбив немецкий Мессершмитт Bf.109. За сентябрь Йозеф сбил 17 самолётов противника, из них 9 Bf.109. На этот период его опережали только два британских лётчика: Арчибальд Маккеллар и Эрик Лок, на счету которых было по 20 побед.
Такой результат Йозефа определялся отсутствием дисциплины и нежеланием работать в строю. Начальство, понимая, что Франтишек является угрозой для товарищей по эскадрилье, тем не менее пошло на компромисс. Йозеф получил особый статус, позволяющий ему действовать в отрыве от основной группы. Таким образом чех Франтишек стал лучшим пилотом польского подразделения и был награждён медалью «За выдающиеся лётные заслуги».

### Гибель
8 октября 1940 года подразделение Франтишека выполняло патрулирование восточного побережья. Около 10 часов утра по неизвестным причинам самолёт Йозефа R4175 (RF-R) разбился недалеко от Юэлла, Суррей. Согласно официальной версии, выполняя фигуру высшего пилотажа (или заходя на посадку), Йозеф, в результате усталости, не справился или потерял управление. Франтишек был похоронен на польском военном кладбище в Норхолте 10 октября 1940 года.
Йозеф Франтишек был посмертно награждён орденом Virtúti Militári 5-го класса и стал первым иностранцем, получившим планку к медали «За выдающиеся лётные заслуги».

## Награды
Кавалер Военного креста (Франция);
 Медаль «За выдающиеся лётные заслуги» с планкой к ней (Великобритания);
 Орден Virtúti Militári 5-го класса (Польша);
 Трижды кавалер Креста Храбрых (Польша).